# Joseph George Cumming
Joseph George Cumming (Matlock, 15 de febrero de 1812 - 21 de diciembre de 1868) fue un geólogo y arqueólogo inglés. Sus obras más importantes pertenecen al campo de la geología y la historia de la Isla de Man. Fue Master of Arts por la Universidad de Cambridge.

## Biografía
Nació en la capital del condado de Derbyshire, donde sus padres regentaban el Old Bath Hotel en el pueblo de Matlock Bath. Cumming fue educado en la Oakham School, y el Emmanuel College, de Cambridge, consiguiendo la licenciatura y recibiendo las órdenes sagradas en 1835. Su primo mayor, James, era Profesor de Química desde 1815.

## Isla de Man
Cumming se casó con Agnes Peckham en 1838. Tuvo cuatro hijos y dos hijas. 
En 1841 fue designado vicedirector del King William's College, Castletown, en la Isla de Man, cargo en el que estuvo hasta 1856. Durante este periodo dedicó su tiempo libre a estudiar la geología y la arqueología de la isla. Publicó los resultados en 1848 en:
The Isle of Man : its History, Physical, Ecclesiastical, Civil, and Legendary.

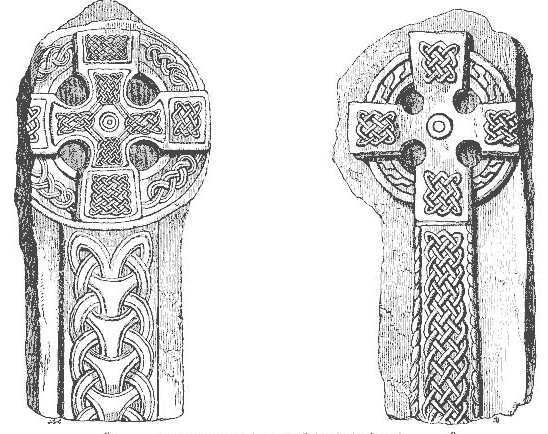
SGL)

En este libro aborda el asunto de los relatos míticos relacionados con la historia de la isla, especialmente en lo que respecta a sus fenómenos geológicos. Presentó el carácter litológico de la isla y las perturbaciones que habían producido los  hundimientos de algunas formaciones geológicas. En el libro, también mostró imágenes de piedras rúnicas de las que, tras arreglarlas, realizó una serie de moldes que distribuyó a museos y organizaciones de Inglaterra e Irlanda.
En 1856 se convirtió en director de la King Edward's Grammar School en Lichfield, Staffordshire. En 1858, Cumming pasó a ser director y profesor de literatura clásica y geología del Queens College de Birmingham; en 1862 rector de Mellis, en Suffolk; y en 1867 vicario de St Johns, en Bethnal Green, Londres.
En 1857 se publicó su libro sobre el Rushen Castle, también en la Isla de Man. Su interés no decayó con los años y en 1861 fue encargado de formar un comité para enviar ejemplos de la cultura de Man y de sus productos industriales a la Gran Exposición de 1861.
Se convirtió en Miembro (Fellow) de la Geological Society of London en 1846, y publicó artículos en la revista de esa sociedad. Murió el 21 de septiembre de 1868.

## Obras más importantes
- Account of the Geology of the Isle of Man. Published in the Proceedings of the Geological Society of London. August, 1846.
- Geology of the Calf of Man,  Quarterly Journal of the Proceedings of the Geological Society of London, 1847.
- The Isle of Man. Its History, Physical, Ecclesiastical, Civil, and Legendary (see above).
- Great Industrial Exhibition of 1861, letters showing some of the productions of the Isle of Man in connection with the Exhibition. Douglas: Printed for the Local Committee, by P. Curphey.
- The Story of Rushen Castle and Rushen Abbey, in the Isle of Man, London: Bell and Daldy, Fleet Street. 1857. Octavo.
- The Runic and Other Monumental Remains of the Isle of Man, London: Bell and Daldy, Fleet Street; 1867
- The Isle of Man. A Guide to the Isle of Man" inc. Botany; Geology and Zoology. London: Edward Stanford, 1861.
- The Great Stanley, or James VII, Earl of Derby, and his Noble Countess, Charlotte de la Tremouille, in their Land of Man, London: William Mackintost, 1867.
- Antiquitates Manniae: or a Collection of Memoirs on the Antiquities of the Isle of Man, for the Manx Society by the Rev. J. G. Cumming, AI.A., F.G.S. London: 1868.[7]